# Юнусово (Салаватський район)
Юну́сово (рос. Юнусово, башк. Йонос) — присілок у складі Салаватського району Башкортостану, Росія. Входить до складу Алькінської сільської ради.
Населення — 248 осіб (2010; 277 в 2002).
Національний склад:
- башкири — 99 %